# Садковице (гмина)
Садковице (пол. Sadkowice) — сельская гмина (волость) в Польше, входит как административная единица в Равский повет, Лодзинское воеводство. Население — 6040 человек (на 2006 год).

## Соседние гмины
- Гмина Бяла-Равска
- Гмина Блендув
- Гмина Якубув
- Гмина Могельница
- Гмина Нове-Място-над-Пилицон
- Гмина Регнув